# 三遊亭小金馬
三遊亭 小金馬（さんゆうてい こきんば）は、落語家の名跡。
当代は落語協会のHPでは三代目とされているが、小金馬を名乗った落語家は過去6、7人ほど存在する。詳細不明の落語家も含め、小金馬を名乗った人物を年代順に列記する。
- 三遊亭小金馬 - 後：柳家金語楼
- 三遊亭小金馬 - 後：七代目雷門助六
- この前後に1人ないし2人存在していた模様だが[要出典]、詳細は明らかになっていない。
- 三遊亭小金馬 - 後：柳家金重楼
- 三遊亭小金馬 - 後：四代目三遊亭金馬→二代目三遊亭金翁
- 三代目三遊亭小金馬 - 本項にて詳述

三代目 三遊亭 小金馬（さんゆうてい こきんば、1949年9月22日 - 2018年10月1日）は、京都府出身の落語家。落語協会所属。本名∶梅本 勝久。出囃子は『都囃子』。

## 経歴
1968年9月、四代目三遊亭金馬に入門。高座名は勝馬。
1973年9月に春風亭一朝、柳家せん八と共に二ツ目昇進。
1982年12月に初代古今亭志ん五、七代目三遊亭圓好、四代目吉原朝馬、春風亭一朝、柳家せん八、六代目古今亭志ん橋、立川談生、立川左談次、六代目立川ぜん馬と共に真打昇進。三代目三遊亭小金馬を襲名。
2018年10月1日、東京都内の自宅で死去。69歳没。長く口腔がんを患い、自宅療養中だった。

## 芸歴
- 1968年9月：四代目三遊亭金馬に入門、前座名「勝馬」。
- 1973年9月：二ツ目昇進。
- 1982年12月：真打昇進。三代目三遊亭小金馬を襲名。

## 人物
趣味は都々逸と川柳、短歌。
高校時代には水泳自由形でインターハイに出場した。芸能人水泳大会で、トップスターの西城秀樹を差し置いて1位を取ったこともあるという。
柳家小袁治、林家ぎん平、春風亭一朝、林家とんでん平、柳家福治と共に勉強会「あやめ寄席」メンバーだった。

## 弟子
- 四代目三遊亭金朝

## テレビドラマ
- 火曜サスペンス劇場「女検事・霞夕子 予期せぬ殺人」（1985年、日本テレビ）
- 月曜・女のサスペンス 夏樹静子トラベルサスペンス「青函特急から消えた男 仙台・青森・札幌 女ふたり連続殺人行」（1988年、テレビ東京） - 車掌 役